# Latsjameer

Stroomgebied van de Onega, met o.a. het Latsjameer

Het Latsjameer '(Russisch: о́зеро Ла́ча; osero Latsja, ook Ла́че; Latsje) is een meer in het zuidwesten van de Russische oblast Archangelsk. Het heeft een oppervlakte van 365 km².
De voornaamste waterleverancier is de Svid, de 64 km lange verbindingsrivier vanuit het zuidelijker gelegen Vozjemeer. De afwatering verloopt via de Onega, die het meer verlaat bij het stadje Kargopol, een van de oudste steden van het Russische Noorden.